# Heike Warnicke
Heike Warnicke (Weimar, 1º giugno 1966) è un'ex pattinatrice di velocità su ghiaccio tedesca.

## Palmarès

### Olimpiadi
- Argento a Albertville 1992 nei 3000 metri.
- Argento a Albertville 1992 nei 5000 metri.